# 孫賢 (明朝)
孫賢（1424年—1477年），字舜卿。河南杞縣傅屯（今蘇木鄉傅屯）人，明代状元，政治人物。

## 生平
明代宗景泰元年（1450年），孫賢中式庚午科河南鄉試第二十一名舉人，治《詩經》。景泰五年（1454年）甲戌科一甲一名進士（狀元），传言此科原取丘濬，因其貌不揚而改取孫賢。授翰林院修撰，參與撰修《寰宇通志》。
天順元年（1457年）任左中允，为太子师傅。宪宗時，授太常寺少卿。官至太常寺卿兼侍讀學士。撰修《英宗实录》。
成化十三年（1477年）病逝，年五十四，追赠礼部左侍郎兼翰林院学士，諡襄敏。

## 著作
著有《鸣盛集》二卷。

## 佚事
《菽園雜記》載孫賢中式前投宿民家，主人夢遇狀元之奇事。

### 脚注
1. ↑  《國朝獻徵錄·卷二十》：翰林院學士孫公賢傳略：孫賢，字舜卿，杞縣人也。景泰五年舉進士第一，授翰林修撰。七年，預修《寰宇通志》成，轉侍講。天順初，?會試同考。未幾，改左中允，侍東宮講讀。三年，考最推恩封父如其官，及母妻俱授安人。純皇即位，遷太常少卿兼侍讀。成化六年乞歸省。上念侍從舊勞，特命乘傳，且有金綺寶鏹之賜。滿三月還朝，會修《睿皇實錄》成，進太常卿兼侍讀學士。十四年，以家艱還，盡以遺產?其二弟。服除，以學士命掌翰林院事。時皇儲未建，乃上疏請，且引疾乞休，示無希覬意。章並上，上皆允之。皇子立，是?悼恭太子。賢歸六年卒，年五十四，贈禮部左侍郎兼翰林學士，諡襄敏。所著有《鳴盛集》若干卷，刻於家。論曰：余聞景泰易儲時，詞林加宮保者二十餘人，而有恒獨守□如舊安安於卑遜未嘗見之辭色。舜卿上建儲儀，即拂衣歸，終其身不出，若二子。其視世之競勢利者不啻徑庭矣。
2. ↑  《菽園雜記·卷六》：孫狀元賢赴會試途中，投宿一民家，主人敬禮甚隆，飲食一呼而具。賢疑其家有他會，問之，主人云：「昨夜夢狀元至，故治具以俟。今日公至，應此夢無疑矣。」賢竊自喜。至期，下第而歸。後一科，果狀元及第。雍御史泰未第時，嘗自金陵還陝西，道經鳳陽，投宿一老嫗家，問知是舉子，喜云：「昨夜夢有御史過吾家，子其人耶！」雍後以進士令吳，被召為御史。陸參政孟昭未第時，夫人夢得官參政，後果不爽。觀此，則人之出處，信有前定，非偶然也。

### 书目
- 焦竑《国朝献征录》